# Échafaudage de l'Amirauté

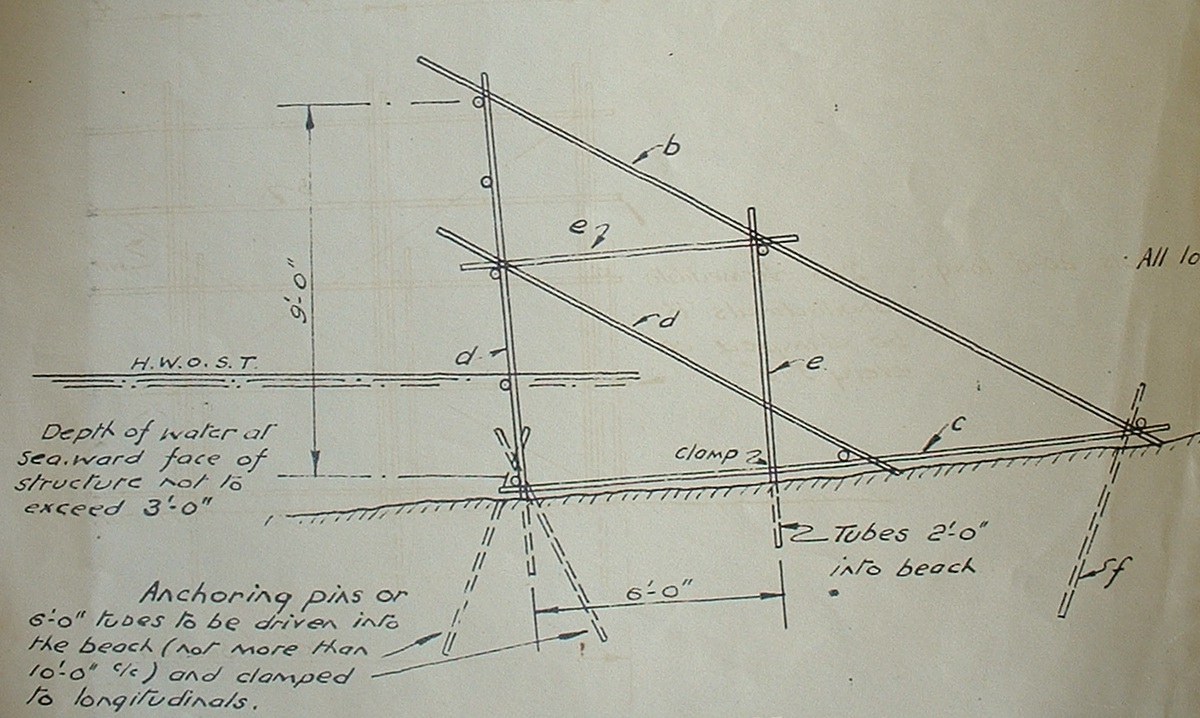
Plan des échafaudages de l'Amirauté de 1940.

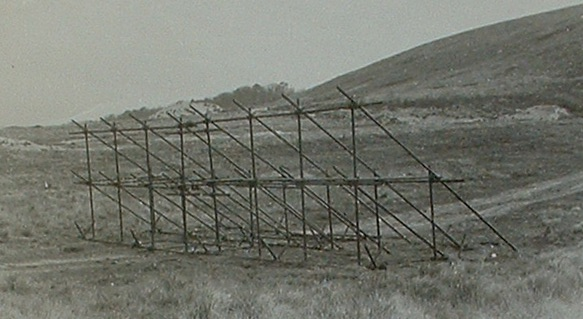
Partie d'un échafaudage de l'Amirauté, installée pour un essai.

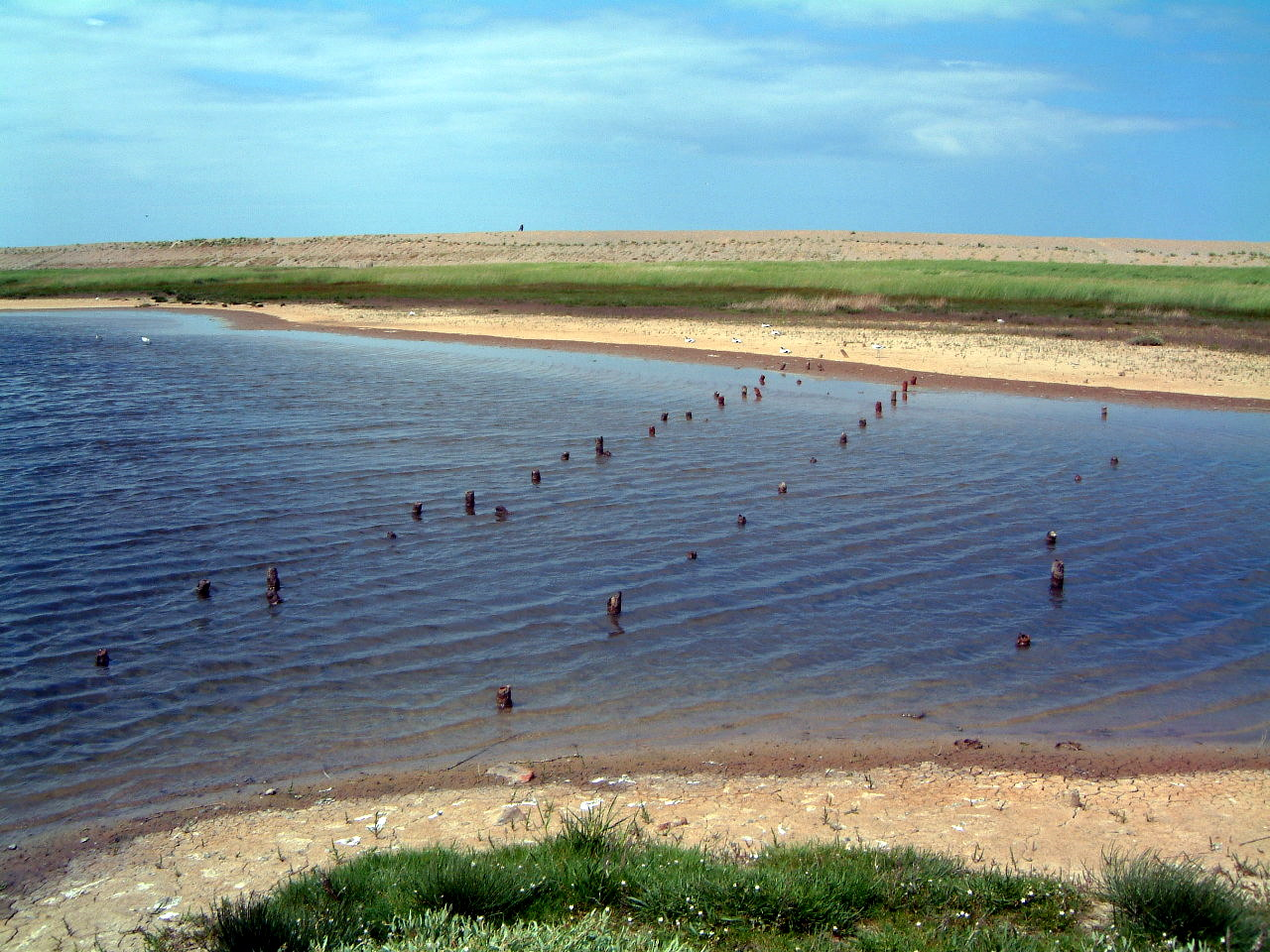
Échafaudage subsistant à Salthouse, North Norfolk, en Angleterre.

Les échafaudages de l'Amirauté, également connus sous le nom d'obstacles Z.1 et parfois simplement appelés échafaudages de plage ou échafaudages anti-char, sont un obstacle anti-chars et anti-bateaux en acier tubulaire, de conception britannique. Ils ont été largement installés sur les plages du sud et de l'est de l'Angleterre, ainsi que sur la péninsule sud-ouest pendant la crise de 1940-1941,. Ces échafaudages ont été également utilisés, quoique plus modérément, à l'intérieur des terres.
Plusieurs types d'échafaudage plus ou moins similaires ont existé, le plus commun (et de loin) a été désignée obstacle Z.1. Cette conception comprend des tubes verticaux de 2,7 m de haut espacés de 1,5 m, qui étaient reliés par un maximum de quatre tubes horizontaux. Chaque montant était renforcé par une paire de tubes en diagonale, à environ 45°, à l'arrière. Des sections de 6 m de large étaient préassemblées et transportées ensuite vers la mer pour être mises en place à la ligne de mi-marée comme un obstacle pour les bateaux.
Cependant, des essais ont montré qu'une barge de 250 tonnes lancée à 5,5 nœuds (10 km/h) ou qu'un chalutier de 80 tonnes à 7,5 nœuds (14 km/h) passeraient au travers de l'obstacle comme s'il n'était pas là et qu'un chalutier pouvait facilement retirer une travée en y attachant un câble pour tracter l'obstacle. Des essais, en octobre 1940, ont confirmé que les chars ne pouvaient percer qu'avec difficulté, si bien que l'obstacle Z.1 a été adopté comme un obstacle antichar pour les plages qui permettaient un débarquement. Utilisés comme barrière anti-char, ils ont été placés au niveau ou juste au-dessus du niveau d'eau le plus élevé, où il serait difficile pour les chars d'obtenir suffisamment d'élan pour franchir la barrière. Dans certains endroits, deux travées d'échafaudages ont été mises en place, l'une dans l'eau contre les bateaux et l'autre au niveau de la marée haute contre les chars.
Le problème de la fixation des obstacles sur le sable a été surmonté grâce au développement de piquets par Stewarts & Lloyds - ce dispositif a été connu plus tard à l'Amirauté sous le nom d'« épée de Wallace ».
Les obstacles, qui avaient une longueur variant d'une trentaine de mètres à près de 5 kilomètres, ont été construits en consommant 50 % de la production britannique d'acier à échafaudages pour un coût estimé de 6 600 £ de l'époque par mile. Malgré ce prix élevé, de nombreux kilomètres d'échafaudages de l'Amirauté ont été érigés, en utilisant plus de 24 000 km de tube d'échafaudage.
Après la guerre, très rapidement, les échafaudages ont été retirés et envoyés à la ferraille. Les traces qui subsistent sont maintenant très rares, mais sont parfois mises au jour par les tempêtes,,,,.